# Dani zatvorenih vrata
Dani zatvorenih vrata osmi je studijski album hrvatskog punk rock sastava Hladno pivo. Album je 20. travnja 2015. godine objavila diskografska kuća Gajba Records.

## Popis pjesama
| 1.    | »Žena«               | 3:00 |
| 2.    | »Firma«              | 2:58 |
| 3.    | »Mojoj majici«       | 3:25 |
| 4.    | »Tijana«             | 3:17 |
| 5.    | »Dibidus«            | 3:36 |
| 6.    | »Messi«              | 3:07 |
| 7.    | »Lijepa riječ«       | 3:26 |
| 8.    | »Stari šajser«       | 3:50 |
| 9.    | »Dan oslobođenja«    | 3:45 |
| 10.   | »Barba«              | 3:16 |
| 11.   | »Zombi party«        | 2:47 |
| 12.   | »Udarna vijest«      | 3:34 |
| 13.   | »Na ovim prostorima« | 3:59 |
| 14.   | »Bivša žena«         | 3:32 |
| 15.   | »Vjeruj u mene«      | 3:44 |
| 51:16 |                      |      |

## Zasluge
Hladno pivo
- Mile – vokali
- Zoki – gitara
- Suba – bubnjevi
- Šoki – bas-gitara
- Deda – klavijature